# Introducing Jimmy Cleveland and His All Stars
| Recensione | Giudizio |
| ---------- | -------- |
| AllMusic   | [ 1 ]    |

Introducing Jimmy Cleveland and His All Stars è il primo album discografico come solista del trombonista jazz statunitense Jimmy Cleveland, pubblicato dall'etichetta discografica EmArcy Records nell'aprile del 1956.

## Tracce
Lato A
1. Hear Ye! Hear Ye! – 5:43 (Jerry Jones, Jimmy Cleveland) – Registrato il 12 agosto 1955 a New York
2. You Don't Know What Love Is – 4:52 (Don Raye, Gene DePaul) – Registrato il 12 agosto 1955 a New York
3. Vixen – 4:12 (Leonard Feather) – Registrato il 19 o 22 novembre 1955 a New York
4. My One and Only Love – 3:50 (Guy Wood, Robert Mellin) – Registrato il 19 o 22 novembre 1955 a New York
5. Little Beaver – 7:34 (Jerry Jones, Jimmy Cleveland) – Registrato il 12 agosto 1955 a New York

Lato B
1. Love Is Here to Stay – 3:22 (Ira Gershwin, George Gershwin) – Registrato il 19 o 22 novembre 1955 a New York
2. Count 'Em – 6:30 (Quincy Jones) – Registrato il 19 o 22 novembre 1955 a New York
3. Bone Brother – 5:20 (Jimmy Cleveland, Jerry Jones) – Registrato il 19 o 22 novembre 1955 a New York
4. I Hadn't Anyone Till You – 4:10 (Ray Noble) – Registrato il 4 agosto 1955 a New York
5. See Minor – 4:44 (Jimmy Cleveland) – Registrato il 4 agosto 1955 a New York

Edizione CD del 2000, pubblicato in edizione limitata dalla EmArcy Records (314 543 752-2)
1. Hear Ye! Hear Ye! – 5:47 (Jerry Jones, Jimmy Cleveland)
2. You Don't Know What Love Is – 4:57 (Don Raye, Gene DePaul)
3. Vixen – 4:28 (Leonard Feather)
4. My One and Only Love – 4:01 (Guy Wood, Robert Mellin)
5. Little Beaver – 7:40 (Jerry Jones, Jimmy Cleveland)
6. Love Is Here to Stay – 3:29 (Ira Gershwin, George Gershwin)
7. Count 'Em – 6:33 (Quincy Jones)
8. Bone Brother – 5:38 (Jimmy Cleveland, Jerry Jones)
9. I Hadn't Anyone Till You – 4:12 (Ray Noble)
10. See Minor – 4:48 (Jimmy Cleveland)
11. Love Is Here to Stay – 3:30 (Ira Gershwin, George Gershwin) – Bonus Track - Alternative Version

- Brano: Love Is Here to Stay (Alternate Version) registrato il 4 agosto 1955 a New York.

## Musicisti
Hear Ye! Hear Ye! / You Don't Know What Love Is / Little Beaver
- Jimmy Cleveland - trombone
- Quincy Jones - arrangiamenti, conduttore musicale
- Lucky Thompson - sassofono tenore
- Cecil Payne - sassofono baritono
- Ernie Royal - tromba
- Barry Galbraith - chitarra
- Johnny Williams - pianoforte
- Paul Chambers - contrabbasso
- Max Roach - batteria

Vixen / My One and Only Love / Love Is Here to Stay / Count 'Em / Bone Brother
- Jimmy Cleveland - trombone
- Quincy Jones - arrangiamenti, conduttore musicale
- Lucky Thompson - sassofono tenore
- Cecil Payne - sassofono baritono
- Ernie Royal - tromba
- Barry Galbraith - chitarra
- Hank Jones - pianoforte
- Oscar Pettiford - contrabbasso
- Osie Johnson - batteria

Love Is Here to Stay (Alternate Version) / I Hadn't Anyone Till You / See Minor
- Jimmy Cleveland - trombone
- Quincy Jones - arrangiamenti, conduttore musicale
- Jerome Richardson - sassofono tenore
- Cecil Payne - sassofono baritono
- Ernie Royal - tromba
- Barry Galbraith - chitarra
- Wade Legge - pianoforte
- Paul Chambers - contrabbasso
- Joe Harris - batteria[3]